# Paudel
Paudel (Devanagari. पौडेल, Latín. Pāudel) es un apellido común en el sureste de Asia, muy utilizado en Nepal. Sin embargo, el apellido Paudel es utilizado en todo el continente junto con Poudyal, Poudel, Paudyal, y otras variaciones independientemente de su origen, religión, y raza.  
La mayoría de las personas con este apellido viven en el cinturón del sudeste asiático donde se habla nepalí e hindi. Existen numerosas subdivisiones en las  castas nepalíes que se basan en los orígenes de los pueblos. Por ejemplo, los brahamanes que vivían al norte del río Saryu eran denominados brahamanes Saryuparin. Los Paudels en Nepal se encuentran principalmente en las colinas occidentales de Lamjung, Tanahu, Baglung, Parbat, Gulmi, y las zonas vecinas como también en la capital Katmandú cerca de Naikap, Nagarkot, Palung, Doldu, Sisneri, Luvu y las tierras bajas incluida Chitwan.

## Derivaciones
El apellido Paudel proviene de Paude (पौडी), el cual se encuentra en la región de Himachal Pradesh de la India. La palabra en sánscrito Aalya (आलय)que significa "the abode of" se junta con el vocablo "Paude" para formar "Paudeaalya", que luego evoluciona hacia Paudel o Poudyal.  Una investigación determinó que antes que se usara Paudel como apellido, ya se utilizaba Bhatt. Cuando algún Bhatt emigró a Nepal desde Rajasthan(en esa época la cordillera del Himalaya incluía Afganistán, Nepal, e India), se originó Paude, que posteriormente se convirtió hacia el año 1100 en Paudel. Tanto en Nepal como en la India, el apellido Bhatt, también tiene los mismos Gotras, Atreya que Paudel. De manera similar, ciertos artefactos históricos que se remontan al rey de Nepal Rajendra Bikram Shah, (1813–1881) permitieron establecer que Paudel, Sigdel, y Bagale Thapa todos poseen Atreya gotra y se encuentran interrelacionados.

## Ancestros
- Uday Bhatt, La primera generación de Paudel de la que se tengan registros aún antes que el apellido Paude o Paudel se estableciera en Nepal.
- Shree Dev Paudel, Primer Paudel que se cree fue el origen del apellido Paude en Nepal.
- Shree Krishna Sigde, La primera generación de Sigde, en la actualidad asociado al apellido Sigdel, fue el origen de Paudel en Nepal.